# La Tour, Haute-Savoie
La Tour är en kommun i departementet Haute-Savoie i regionen Auvergne-Rhône-Alpes i sydöstra Frankrike. Kommunen ligger i kantonen Saint-Jeoire som tillhör arrondissementet Bonneville. År 2022 hade La Tour 1 353 invånare.

## Befolkningsutveckling
Antalet invånare i kommunen La Tour
| Referens: INSEE |